# Круцлер, Эстер
Эстер Круцлер (венг. Krutzler Eszter; род. 4 марта 1981, Сомбатхей) — венгерская тяжелоатлетка, выступающая в весовой категории до 69 килограммов. Серебряный призёр Олимпийских игр и призёр чемпионатов мира.

## Биография
Эстер Клуцлер родилась 4 марта 1981 года.

## Карьера
На чемпионате мира среди юниоров 1998 года Эстер Круцлер заняла третье место в весовой категории до 63 килограммов. Венгерка подняла 80 килограммов в рывке и 100 кг в толчке. А том же году она участвовала на взрослом чемпионате мира, где с результатом на 2,5 килограмма больше (улучшила результат в рывке, в толчке подняла те же 100 кг) стала тринадцатой.
На юниорском чемпионате мира 1999 года Круцлер подняла 202,5 килограмма в сумме (87,5 + 115) и вновь стала бронзовым призёром. На взрослом чемпионате мира она подняла 200 килограммов, что позволило ей занять девятое место.
На юниорском чемпионате мира 2001 года венгерка значительно улучшила свои результаты, подняв в сумме 230 кг, и завоевала серебряную медаль. На взрослом чемпионате мира в Анталье того же года она перешла в весовую категорию до 69 килограммов и показала результат 240 килограммов в сумме, став бронзовым призёром. Её результат в рывке составил 110 кг, в толчке — 130 кг.
На взрослом чемпионате мира 2002 года Эстер Круцлер в весовой категории до 69 кг заняла четвёртое место, показав такую же сумму, как и в прошлом году.
На чемпионате мира 2003 года в Ванкувере Эстер улучшила прошлогодний результат на 22,5 килограмма, что позволило ей стать серебряным призёром чемпионата мира.
На Олимпийских играх в Афинах Эстер подняла те же килограммы, что и на прошлогоднем чемпионате мира, и в рывке, и в толчке — 117,5 и 145 кг, соответственно. Этого результата ей хватило для олимпийской серебряной медали.
На чемпионате Европы 2008 года Эстер вернулась в весовую категорию до 63 кг и заняла двенадцатое место с результатом 190 кг. Через два года она выступила на чемпионате Европы в категории до 75 кг, и с результатом 210 кг стала шестой. На чемпионате мира она снизила собственный вес и участвовала в весовой категории до 69 кг, но сумела занять лишь 12-е место с результатом 221 кг.
На чемпионате Европы 2011 года она улучшила прошлогодний результат на 10 килограммов и завоевала бронзовую медаль. Однако на чемпионате мира она сумела поднять лишь 226 кг в сумме и стала лишь семнадцатой. На чемпионате Европы 2012 года не сумела зафиксировать ни одного веса.